# 컴퓨터 우주 탐험
컴퓨터 우주 탐험(Explorers)은 미국에서 제작된 죠 단테 감독의 1985년 가족, SF, 판타지, 모험 영화이다. 에단 호크 등이 주연으로 출연하였고 에드워드 S. 펠드먼 등이 제작에 참여하였다.

## 출연

### 주연
- 에단 호크
- 리버 피닉스
- 제이슨 프레슨

### 조연
- 아만다 피터슨
- 딕 밀러
- 로버트 피카르도
- 레슬리 릭커트
- 제임스 크롬웰
- 다나 아이비
- 바비 피트

## 제작진
- 협력프로듀서: 톰 제이콥슨
- 미술: 로버트 F. 보일
- 특수효과: 롭 보틴

## 우리말 녹음
MBC 성우진
- 이선호 - 벤 (에단 호크)
- 이선주 - 울프강 (리버 피닉스)
- 김순선 - 대런 (제이슨 프레슨)
- 김은영
- 한규희
- 이도련
- 김윤정
- 박기량
- 박영희
- 오혜숙
- 김관철
- 이우신
- 이윤연
- 황미영
- 강수진